# グンヒルト・ホフマイスター
グンヒルト・ホフマイスター (Gunhild Hoffmeister、1944年7月6日 - )は、旧東ドイツの陸上競技選手。中距離種目を得意とした選手で、オリンピックで3つのメダルを獲得した選手である。

## 経歴
ミュンヘン大会の800mでは1分59秒2の記録で、西ドイツのヒルデガルト・ファルク(Hildegard Falck)、ソ連のニョレ・サバイテ(Nijolė Sabaitė)に次いで銅メダルを獲得。さらに1500mでも、4分02秒8でソ連のリュドミラ・ブラギナ(Lyudmila Bragina)に次いで銀メダル、4年後のモントリオール大会の1500mでも4分06秒02で、ソ連のタチアナ・カザンキナ(Tatyana Kazankina)、に次いで銀メダルを獲得した。

## 記録
| 年   | 大会                 | 場所                     | 種目  | 結果 | 記録      |
| ---- | -------------------- | ------------------------ | ----- | ---- | --------- |
| 1970 | ユニバーシアード     | トリノ(イタリア)         | 800m  | 1位  | 2分01秒8  |
| 1971 | ヨーロッパ陸上選手権 | ヘルシンキ(フィンランド) | 1500m | 2位  | 4分10秒3  |
| 1972 | オリンピック         | ミュンヘン(西ドイツ)     | 800m  | 3位  | 1分59秒2  |
| 1972 | オリンピック         | ミュンヘン(西ドイツ)     | 1500m | 2位  | 4分02秒8  |
| 1974 | ヨーロッパ陸上選手権 | ローマ(イタリア)         | 800m  | 2位  | 1分58秒81 |
| 1974 | ヨーロッパ陸上選手権 | ローマ(イタリア)         | 1500m | 1位  | 4分02秒25 |
| 1976 | オリンピック         | モントリオール(カナダ)   | 1500m | 2位  | 4分06秒02 |